# Karasumaru Mitsuhiro

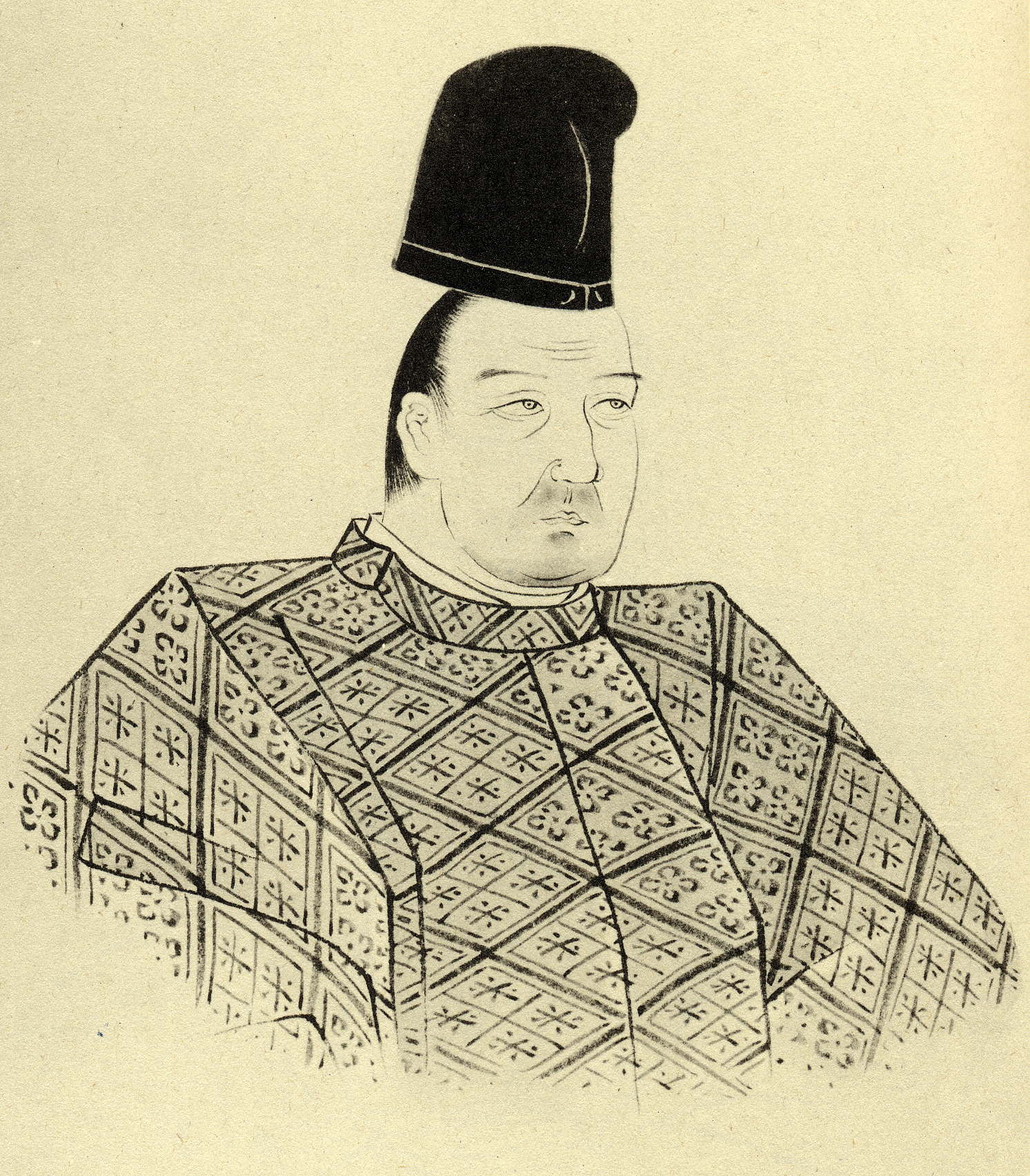
Karasumaru Mitsuhiro. Aus der Porträt-Sammlung „国文学名家肖像集“

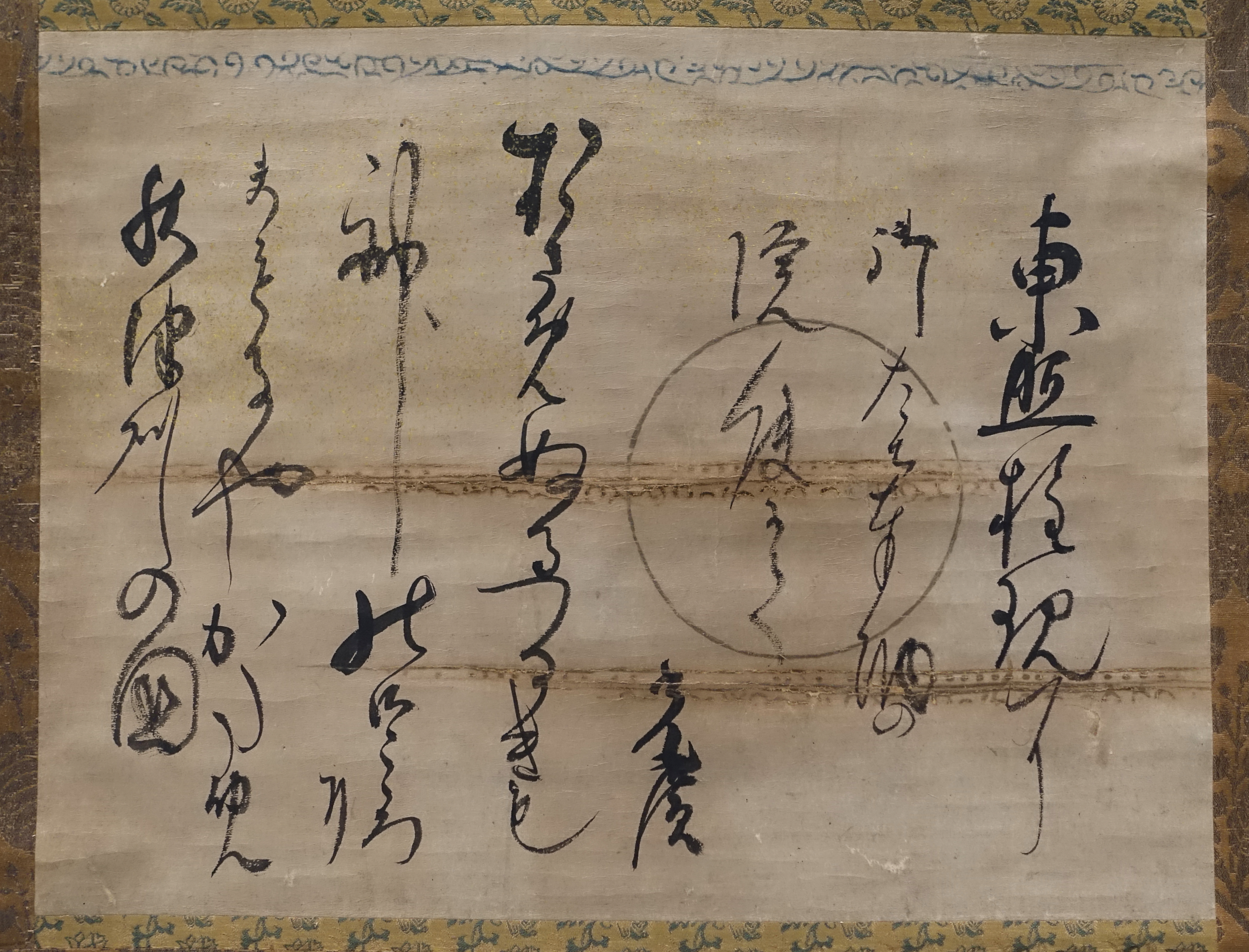
Ein Waka von Karasumaru

Karasumaru Mitsuhiro (japanisch 烏丸 光廣; geboren 1579 in Kyōto; gestorben 22. August 1638 daselbst) war ein japanischer Hofadeliger und Waka-Poet der Azuchi-Momoyama- und Edo-Zeit.

## Leben und Wirken
Karasumaru Mitsuhiro war der Sohn von Karasumaru Mitsunobu (烏丸 光宣). Nachdem er als Kurōdo gashira (蔵人頭) – Schatzmeister – gedient hatte, wurde er 1606 Ratgeber (参議, Sangi) und 1609 Sadaiben (左大弁). Im selben Jahr war er in den Ehebruchvorfall verwickelt, an dem fünf Hofdamen und sieben Hofadlige beteiligt waren. Er wurde von Kaiser Go-Yōzei festgenommen, aber bald darauf freigesprochen, so dass er auf seinen Posten zurückkehren konnte. Im Jahr 1616 wurde er Gon Chūnagon (権中納言) und 1616 Gon Dainagon (権大納言), erhielt also hohe Positionen am Kaiserhof.
Waka-Poesie studierte Karasumaru bei Hosokawa Fujitaka (1534–1610). Er wurde in alter und moderner Poesie unterrichtet, wobei er die Kunst der Waka-Poesie der Nijō-Familie (二条家流歌学) beherrschte. Neben der Abfassung einer Gedichtsammlung, Kōyō Wakashū (黄葉 和歌集), tauschte er sich mit Künstlern wie Tawaraya Sōtatsu und Hon’ami Kōetsu aus. Er hatte auch Kontakte zu den Regierenden, Tokugawa Ieyasu und Tokugawa Iemitsu. In seinen Reiseberichten über seine Reise von und nach Edo gibt es „Azuma no Michi no Ki“ (あづまの道の記) – „Bericht über den Weg nach Azuma“ und „Nikkōsan Kikō“ (日光山紀行) – „Nikkō-Reisebericht“.
Karasuaru wurde zunächst im Tempel Reigen-ji (霊源寺) im Bezirk Nishigamo (西賀茂) beigesetzt, aber später zum Tempel den Hōun-ji (法雲寺) im westlichen Kyōto überführt.